# 黃子軒
黃子軒（1983年—），客家音樂人。新竹市眷村子弟，因父親是台灣閩南人，母親是竹北客家人，而精通臺語及海陸客語，並使用母語進行音樂創作。寫過華語流行音樂圈膾炙人口的主打歌，現為「黃子軒與山平快」團長，同為獨立樂團「發條人」與「暗黑白領階級」主唱。唱片公司簽約詞曲作者。電視節目製作。2016年新竹關西駐村音樂創作人、2016內山金曲歌謠祭、山線平快鐵道巡迴計畫、內山搞關西等音樂節活動主理人。2025年以專輯《牛騷 New Soul》在第36屆金曲獎典禮中榮獲『最佳客語專輯獎』與『最佳客語歌手獎』雙料殊榮。

## 音樂作品

### 發條人樂團

#### EP
- 2009年《鼓手跑了》
- 2016年《EP2U》

#### 專輯
- 2012年《感謝大大無私的分享》

### 暗黑白領階級

#### 專輯
- 2013年《回家的路》

#### 合輯
- 2013-2015《野來野去唱生趣》童謠專輯：〈頒獎歌〉、〈放暑假〉、〈恁靚個花園〉、〈山風〉
- 2015-2018《x+y係幾多》、《青春个該兜事》、《係毋係罅擺》青少年專輯：〈寄分童年〉、〈野球路〉、〈青春个該兜事〉、〈同你共下〉、〈旋律〉、〈空空〉

### 黃子軒與山平快

#### 專輯
- 2015年《異鄉人》
- 2017年《童趣關西》
- 2020年《上鄉》
- 2022年《客家的卡夫卡》

### 黃子軒

#### 專輯
- 2024年《牛騷 New Soul》

### 詞曲創作
- 2008年 梁文音〈薄荷與指甲剪〉
- 2010年 神木與瞳〈守護者
- 2014年 馬修連恩〈戀戀花宅〉(中文版)
- 2015年 聽障亞運主題曲〈安靜的力量〉
- 2015年 運動精英獎主題曲〈相信〉
- 公視到阿婆家Fun寒假：片尾音樂
- 客家電視走訪全世界：片頭配樂

## 電視劇
| 年份   | 頻道 | 劇名         | 角色   |
| 2023年 | 民視 | 《市井豪門》 | 黃子軒 |

## 得獎紀錄
- 2011年：《過去》—獲得臺灣原創流行音樂大獎河洛語組佳作獎。
- 2011年：《山頂壁壢角》—獲得臺灣原創流行音樂大獎客語組首獎及最佳現場表演獎。
- 2013年：《阿姨的黑椅子》—獲得臺灣原創流行音樂大獎河洛語組首獎。
- 2013年：《回家的路》—獲得第24屆金曲獎最佳客語專輯，並入圍最佳演唱組合及最佳專輯包裝獎。
- 2013年：入圍台灣華語金曲獎年度最佳新組合及年度最佳其他方言歌曲。
- 2013年：獲得貢寮海洋音樂祭評審團大獎。
- 2016年：《異鄉人》—獲得第27屆金曲獎最佳客語專輯，並入圍最佳客語歌手獎。
- 2016年：《異鄉人》—入圍台灣華語金曲獎年度最佳新樂隊、年度最佳客語歌曲及年度最佳客語專輯。
- 2020年：《上鄉》—入圍第31屆金曲獎最佳客語專輯及年度專輯獎。
- 2023年：《作客 REC & LIVE》—入圍第58屆廣播金鐘獎類型音樂節目主持人獎。
- 2024年：《作客 REC & LIVE》—入圍第59屆廣播金鐘獎類型音樂節目主持人獎。
- 2025年：《牛騷 New Soul》—獲得第36屆金曲獎最佳客語歌手獎及最佳客語專輯。

## 外部連結
- 黃子軒與山平快的Facebook專頁
- 黃子軒與山平快的Streetvoice  （页面存档备份，存于）
- 陳建騏跨刀 黃子軒與山平快新作九月精彩問世 （页面存档备份，存于）
- 金曲得主黃子軒 敗獎金出專輯
- 黃子軒　生活就是一首歌 （页面存档备份，存于）
- 黃子軒－暗黑白領階級 （页面存档备份，存于）